# ميركوجليانو
ميركوجليانو هي كومونا إيطالية في مقاطعة أفيلينو كامبنية في جنوب إيطاليا.

## الجغرافية
ميركوليانو هي مدينة مبنية على التلال بقرب الضواحي الغربية لأفيلينو وأسفل جبل بارتينيو أو (مونتيفيرجين).
وتحد المقاطعة أفيلينو ومونتيفورت إيربينو وموغنانو ديل كاردينال واوسپدالتو دآليینولو وكوادريل وسومونتي.
القرى الثلاث المحيطة بالبلدة:
- مونتيفيرجين: تقع بالقرب من قمة جبل بارتينيو ويوجد فيها معبد، ويوجد بها سكة حديد معلقة تربطه بيمركوليانو.
- توريلي: قرية تقع مابين توريت وميركوليانو.
- توريت: تقع على سهل بجوار أفيلينو، وتعد المركز التجاري للبلدية. ويخدم وجود محطة الحافلات «أفيلينو اوفست» الموجودة في الطريق السريع A16 المنطقة.

## المعالم السياحية الرئيسية
- الحرم الكاثوليكي في مونتيفيرجين
- قصر لوريتو آبي بالقرب من توريلي [2]

## روابط خارجية
- Official website باللغة الإيطالية